# デッド・オア・アライヴ (バンド)
デッド・オア・アライヴ（Dead or Alive）は、ピート・バーンズを中心としたイギリスのバンドである。1980年に結成され、2018年に解散。

## 経歴

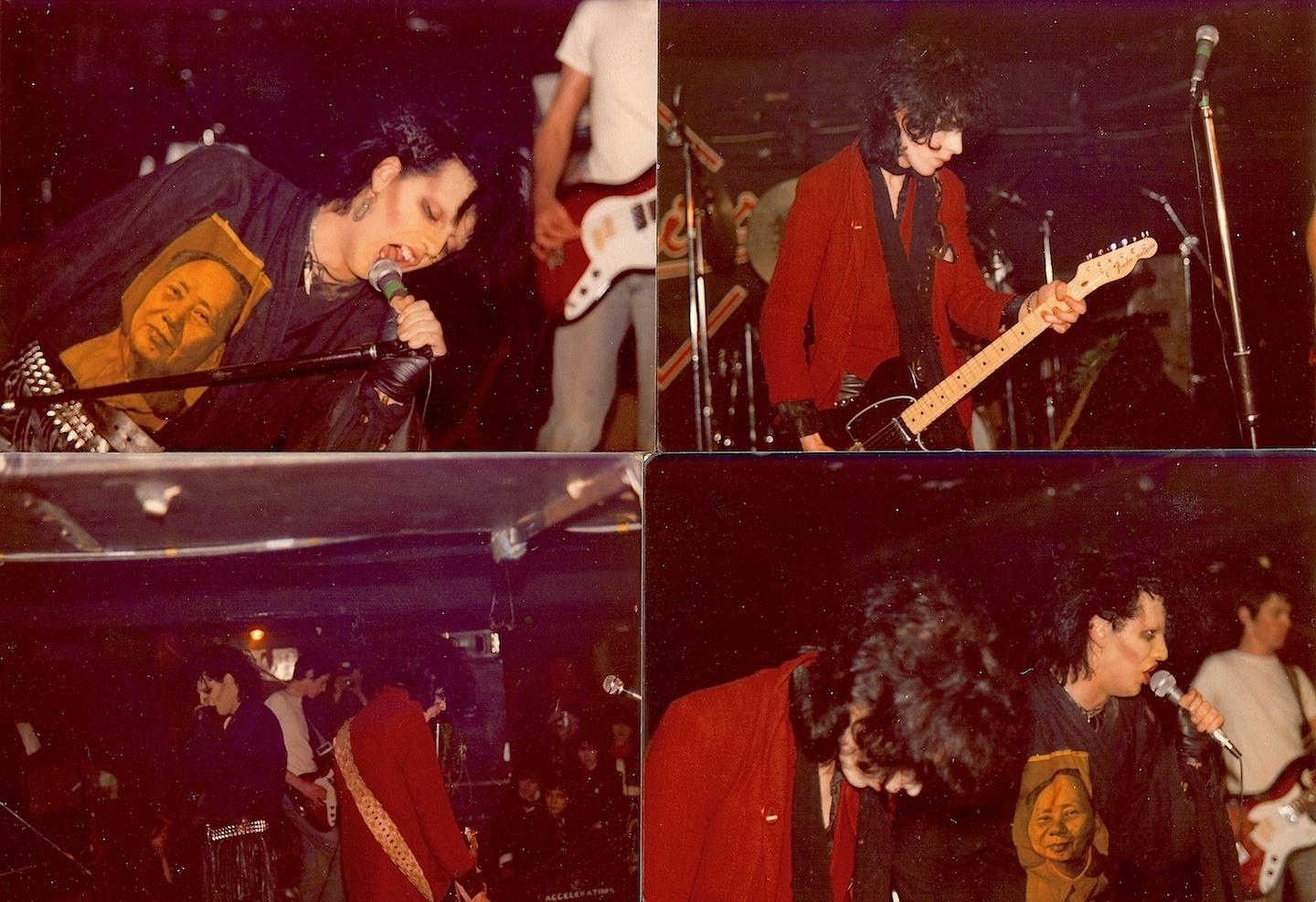
Nightmares In Wax (March 1980)

1980年にリヴァプール出身のピート・バーンズをリーダーに結成された。前身のバンド時代も含め、デビュー当初はゴシック・ロックとして扱われていたが、ストック・エイトキン・ウォーターマンのプロデュースを受けるようになり、Hi-NRGと、それを基盤として生まれたユーロビートと称されるダンス・ミュージックに音楽性をシフトさせた1980年代に「ユー・スピン・ミー・ラウンド」が全米チャートに入るヒットとなった。
1985年にストック・エイトキン・ウォーターマンのプロデュースの下で、Hi-NRGの音を高密度化しポピュラーに進化させた2ndアルバムである『ユースクエイク』をリリースした。世界的には人気のピークを過ぎた1990年代中盤以降も、日本のみでリリースされるアルバムがあった。また、エレクトロ、テクノをサウンドの中核に据え、打ち込み中心で音楽制作を行っていた。
しかし、1990年代後半に入るとピート・バーンズが過剰な整形手術が原因で体調を悪化させ、治療のために自作の著作権まで売り払ったことなどが原因で活動は停滞。2000年の『フラジャイル』がスタジオ・アルバムとして事実上ラスト・アルバムとなった。2011年に公式のFacebookページ上で実施されたファンとの質疑応答で、ピートが「デッド・オア・アライヴの再結成はない」ことを明言し、既にバンドとしては解散状態であることが明らかとなった。ピート・バーンズは2016年に死去した。なお、2011年時点でもう一人のメンバーであったスティーヴ・コイも2018年に死去している。

## 日本公演
- 1987年 Rip It Up Tour

10月3日 大阪城ホール、4日 名古屋レインボーホール、8日 日本武道館
- 1989年 MEGA DISCO in DREAM '89 with シニータ、カイリー・ミノーグ

10月2日 名古屋レインボーホール、6日 東京ドーム、7日＆8日 大阪城ホール
- 1990年 Fan the Flame Tour

11月22日 大阪城ホール、24日＆25日 代々木第一体育館、27日 福岡サンパレス、28日 浜松市文化センター、29日 愛知県体育館

## ディスコグラフィ

### スタジオ・アルバム
- 『美醜の館』 - Sophisticated Boom Boom (1984年)
- 『ユースクエイク』 - Youthquake (1985年)
- 『ブランド・ニュー・ラヴァー』 - Mad, Bad, and Dangerous to Know (1986年)
- 『ヌード』 - Nude (1988年) ※日本ではオリコン洋楽アルバムチャートで1988年12月26日付から通算6週1位を獲得[7]。
- 『ファン・ザ・フレイム・パート1』 - Fan the Flame (Part 1) (1990年)
- 『ファン・ザ・フレイム・パート2・ザ・リザレクション』 - Fan the Flame (Part 2) The  Resurrection (2021年) ※正式に発売される2021年より以前に、ピート・バーンズ個人名義で1992年の米国ツアー中にレーベルを介さず発売された「Love Pete」と呼ばれる別企画のアルバムが「Fan the Flame (Part 2) "Love Pete" The Acoustic Session」と改題された上で海賊盤として出回っており、それに対してピート・バーンズは2006年に発売された自叙伝「Freak Unique」の中で非難していた。[8]
- 『クレオパトラ』 - Nukleopatra (1995年)
- 『フラジャイル』 - Fragile (2000年)

### コンピレーション・アルバム
- 『リップ・イット・アップ』 - Rip It Up (1987年)
- 『スター・ボックス』 - Star Box (1993年)
- 『エヴォリューション グレイテスト・ヒッツ』 - Evolution: The Hits (2003年)
- 『ベスト・オブ・デッド・オア・アライヴ』 - That's the Way I Like It:The Best of Dead or Alive (2010年)
- Sophisticated Boom Box MMXVI (2016年)
- Invincible (2020年)
- 『レット・ゼム・ドラッグ・マイ・ソウル・アウェイ』 -  Dead Or Alive: Let Them Drag My Soul Away - Singles, Demos And Live Recordings 1979-1982  (2023年)
- Still Spinning: The Singles Collection  (2024年)
- Running Wild -The Inevitable Years   (2024年) ※アナログのみ。2023年発売の『レット・ゼム・ドラッグ・マイ・ソウル・アウェイ』 はCDとアナログ同時発売で、CD版はアナログ版に入っていないトラックが数多くあり、本作はそれらのアナログ未収録だったトラックの一部をアナログ化したもの。

### リミックス・アルバム
- 『ヌード - リメイド・リモデルド』 - Nude - Remade Remodelled - (1989年)
- 『アンブレイカブル -ザ・フラジャイル・リミキシーズ-』 - Unbreakable – The Fragile Remixes (2001年)
- Pete Hammond Hi-NRG Remixes   (2024年)

### シングル
- I'm Falling (1980年)
- Number Eleven (1981年)
- It's Been Hours Now (1982年)
- The Stranger (1982年)
- I'd Do Anything (1983年)
- What I Want (1983年)
- Misty Circles (1983年)
- That's The Way [I Like It] (1984年)

KC&ザ・サンシャイン・バンドのカヴァー。
- 「ユー・スピン・ミー・ラウンド」 - You Spin Me Round [Like A Record] (1984年)

バンド最大のヒットシングルであり、1996年、1997年、2003年にもリミックス・バージョンがシングルカットされている。
2006年には、ピートのTV番組出演後にUKチャート5位まで上昇する再ヒットとなった。
- 「ラヴァー・カムバック・トゥ・ミー」 - Lover Come Back To Me (1985年)
- In Too Deep (1985年)
- 「マイ・ハート・ゴーズ・バング」 - My Heart Goes Bang [Get Me To The Doctor] (1986年)
- 「ブランド・ニュー・ラヴァー」 - Brand New Lover (1986年)
- 「サムシング・イン・マイ・ハウス」 - Something In My House (1987年)
- 「フックト・オン・ラヴ」 - Hooked On Love (1987年)
- 「オール・マイ・キッシズ」 - I'll Save You All My Kisses (1987年)
- 「サン・オブ・ア・ガン」 - Son Of A Gun (1987年、日本のみ)
- 「アンド・カウント・2・テン」 - Turn Around And Count 2 Ten (1988年)
- 「カム・ホーム・ウィズ・ミー・ベイビー」 - Come Home With Me Baby (1989年)
- 「ドント・セイ・グッバイ」 - Baby Don't Say Goodbye (1989年、日本、米でシングルカット)
- 「キャリー・オン」 - I Cannot Carry On (1989年、日本でのプロモーションシングルのみ)
- 「ユア・スウィートネス」 - Your Sweetness [Is Your Weakness] (1990年、日本のみ)
- 「ゴーン・2・ロング」 - Been Gone 2 Long (1991年、日本のみ)
- 「アンハッピー・バースデイ」 - Unhappy Birthday (1991年、日本のみ)
- Rebel Rebel (1994年)

International Chrysis名義でのリリース。デヴィッド・ボウイのカヴァー。
- Sex Drive (1994年)

イタリアのダンスミュージック・ユニット「Glam」の作品にピートが参加したもの。
Rebel Rebelとともに、後にデッド・オア・アライヴ名義のアルバム『クレオパトラ』にも収録された。
- Hit And Run Lover (2000年、日本でのプロモーションシングルのみ)
- Tonight.... (2021年、配信のみ)
- Hurt Me [Did U Have 2 Hurt Me] (2021年、配信のみ)
- Selfish Side [Alternate Early Mix] (2023年、配信のみ)
- Give It To Me [Demo] (2023年、配信のみ)
- Total Stranger [Pete Hammond Hi-NRG Remix] (2024年、配信のみ)
- Gone 2 Long [Pete Hammond Hi-NRG Remix] (2024年、配信のみ)